# Aud Hvammen
Aud Hvammen (Hol, 31 maggio 1943) è un'ex sciatrice alpina norvegese.

## Biografia
Aud Hvammen, originaria di Geilo, proviene da una famiglia di grandi tradizioni sportive: è sorella della sciatrice alpina Margit, moglie del velista Peder Lunde Jr. e madre della sciatrice alpina e velista Jeanette Lunde.
Sciatrice polivalente, debuttò in campo internazionale in occasione del trofeo Holmenkollen-Kandahar 1962 (Holmenkollen, 2-4 marzo), dove si classificò 6ª nello slalom speciale e non completò lo slalom gigante, e l'anno dopo nella stessa competizione (Holmenkollen, 14-15 marzo) si piazzò 3ª nello slalom speciale; nel 1964 fu 2ª nello slalom gigante di Oppdal del 21 marzo e ai Mondiali di Portillo 1966, sua prima presenza iridata, si classificò 27ª nella discesa libera e 28ª nello slalom speciale.
In Coppa del Mondo esordì nella stagione inaugurale del circuito, il 26 gennaio 1967 a Saint-Gervais-les-Bains in slalom speciale (14ª), e conquistò il miglior risultato il 1º febbraio 1967 a Monte Bondone nella medesima specialità (11ª); ai X Giochi olimpici invernali di Grenoble 1968, sua unica presenza olimpica, si classificò 28ª nello slalom gigante e non completò lo slalom speciale. Prese per l'ultima volta il via in Coppa del Mondo il 24 febbraio dello stesso anno a Oslo in slalom gigante (13ª).

## Palmarès

### Campionati norvegesi
- 15 medaglie[senza fonte]:
  - 5 ori (slalom speciale, combinata nel 1964; slalom gigante nel 1965; slalom gigante nel 1967; slalom gigante nel 1968)[9]
  - 9 argenti (slalom gigante nel 1961; discesa libera nel 1964; discesa libera nel 1965; discesa libera, slalom gigante, combinata nel 1966[senza fonte]; slalom speciale, combinata nel 1967[10]; discesa libera nel 1968)
  -  1 bronzo (combinata nel 1965)[senza fonte]